# Ciechan Wyborne
Ciechan Wyborne – polskie filtrowane piwo dolnej fermentacji w stylu premium lager, warzone metodą dekokcyjną w Browarze Ciechan. Zawiera 12,1% ekstraktu oraz do 6% alkoholu. Produkcja piwa zajmuje minimalnie 42 dni, a termin przydatności do spożycia wynosi 30 dni, sprzedawane jest w butelkach zwrotnych 0,5 l.

## Nagrody
| Rok  | Nagroda |
| ---- | --- |
| 2007 | I miejsce w kategorii piwa jasne dolnej fermentacji w plebiscycie portalu Browar.biz na Piwo Roku i Browar Roku 2006 |
| 2007 | Piwo Roku 2006 w plebiscycie portalu Browar.biz                                                                      |
| 2008 | Piwo Roku 2007 w plebiscycie portalu Browar.biz                                                                      |
| 2009 | I miejsce w kategorii piwa jasne dolnej fermentacji w plebiscycie portalu Browar.biz na Piwo Roku 2008               |